# Serrat de Coll de Paller
El Serrat de Coll de Paller és una muntanya de 1.211 metres que es troba al municipi de Coll de Nargó, a la comarca de l'Alt Urgell.